# Trachylepis maculata
Espèce
Synonymes
- Tiliqua maculata Gray, 1839
- Mabuya maculata (Gray, 1839)

Trachylepis maculata est une espèce de sauriens de la famille des Scincidae.

## Répartition
La localité type de cette espèce est Démérara au Guyana et semble en erreur.

## Publication originale
- Gray, 1839 "1838" : Catalogue of the slender-tongued saurians, with descriptions of many new genera and species. Annals and Magazine of Natural History, sér. 1, vol. 2, p. 287-293 (texte intégral).